# 김제 금산사 심원암 삼층석탑
김제 금산사 심원암 삼층석탑(金堤 金山寺 深源庵 三層石塔)은 전북특별자치도 김제시 금산면 금산사에 있는 고려시대의 석탑이다. 1963년 1월 21일 대한민국의 보물 제29호로 지정되었다.

## 개요
금산사 심원암에서 볼 때 북쪽 산꼭대기 가까운 곳에 위치하고 있는 탑이다.『금산사사적』에 의하면, 금산사는 600년대 창건되었는데, 백제 법왕이 그의 즉위년(599)에 칙령으로 살생을 금하고 그 이듬해에 이 절을 창건하여 38인의 승려를 득도시킨 것으로 기록되어 있다.
탑은 2층의 기단(基壇) 위에 3층의 탑신(塔身)을 올린 모습으로, 탑신의 몸돌에는 네 면마다 모서리에 기둥모양을 새겼다. 각 몸돌을 덮고 있는 3개의 지붕돌은 넓적하며, 낙수면의 경사를 급하게 처리하였고, 처마의 양끝에서의 들림이 부드러운 곡선을 그리고 있어 고려시대의 특징이 잘 담겨져 있다. 정상에는 머리 장식을 받치는 노반(露盤)만이 남아 있다. 
깊은 산중에 있었던 탓인지 탑의 모습이 거의 완전하게 남아있는 아름다운 석탑이다.

## 현지 안내문
이 석탑은 고려시대에 만든 것으로, 금산사 동쪽에 있는 심원암 북쪽에 자리하고 있다.
탑의 받침부나 1층 몸체는 여러 조각의 돌을 조립하여 만들어, 통일신라탑의 양식을 따르고 있다. 하지만 각 층 지붕과 2층 이상의 몸체를 각각 하나의 돌로 만들었고 받침부 위아래의 너비가 일정한 점으로 보아, 고려탑의 성격을 담고 있다. 층마다 지붕은 넓고 경사가 급해 전체적인 안정감이 덜하며, 곳곳을 장식한 조각기법도 거칠다.
깊은 산 속에 위치하여 거의 온전하게 보존되었다.

## 같이 보기
- 금산사

## 참고 자료
- 김제 금산사 심원암 삼층석탑 - 국가유산청 국가유산포털